# Fankeng
Fankeng (kinesiska: 范坑) är en socken i sydöstra Kina. Den ligger i Fu'an i staden Ningde i provinsen Fujian, omkring 140 kilometer norr om provinshuvudstaden Fuzhou. Antalet invånare är 11 972. Befolkningen består av 5 362 kvinnor och 6 610 män. Barn under 15 år utgör 14,0 %, vuxna 15-64 år 73 %, och äldre över 65 år 12,0 %.